# Église de Pirkkala (ancienne)
L'ancienne Église de Pirkkala (en finnois : Pirkkalan vanha kirkko) est une église en pierre située à Pirkkala en Finlande.

## Historique
Elle est construite en 1921 quand Pirkkala devient indépendante de la commune de Nokia. 
L'église est conçue par l'architecte Ilmari Launis et elle offre 175 places assises. En 1937, elle est peinte selon le projet de l'artiste Uuno Alanko et on lui installe un retable.
La veille du Noël 1945, un incendie abime fortement l'intérieur. L'année suivante, des travaux de réparation sont entamés et Uuno Alanko repeint entièrement le retable. En 1972, l'église est réparée à nouveau, on y installe le chauffage central, on repeint entièrement l'intérieur et le nouvel orgue dispose de 16 jeux.